# 7734 Kaltenegger
7734 Kaltenegger (tên chỉ định: 1979 MZ6) là một tiểu hành tinh vành đai chính. Nó được phát hiện bởi Eleanor F. Helin và Schelte J. Bus ở Đài thiên văn Siding Spring gần Coonabarabran, New South Wales, Úc, ngày 25 tháng 6 năm 1979. Nó được đặt theo tên Lisa Kaltenegger, an Austrian-born exoplanet scientist ở the Max Planck Institute for Astronomy, Heidelberg, Germany và Harvard Smithsonian Center for Astrophysics, Boston, US.
Harvard–Smithsonian Center for Astrophysics.